# Lacij
Lacij (v italijanskem izvirniku Lazio [làcjo]), je ena od dvajsetih dežel, ki sestavljajo Italijo. Meji na severu z deželami Toskano, Umbrijo in Marko, na zahodu s Tirenskim morjem, na jugu z deželo Kampanija in na vzhodu z deželama Abruci in Molize; v njeni notranjosti se nahaja Vatikanska država. Deli se na pet pokrajin: Frosinone (91 občin), Latina (33 občin), Rieti (73 občin), Rim (121 občin), Viterbo (60 občin). Pokrajina Latina zajema tudi Pontinsko otočje.

## Zemljepisna lega in podnebje
Dežela je prepredena z raznimi gorskimi skupinami, ki se postopoma spuščajo proti Tirenskemu morju, zato je v veliki meri gričevnata (54 %) in samo ob obali ravninska (20 %). Severno hribovje (Vulsini, Cimini, Sabatini in Albani) je vulkanskega izvora in posejano z jezeri (Bolsena 115 km²); zapira Maremo (it. Maremma), obširno močvirnato področje med Toskano in Lacijem. Na severovzhodu segajo v deželo Apenini (Monte Gorzano 2458 m), ki se spuščajo do dolin rek Sacco in Liri, poznanih pod skupnim imenom Čočarija (it. Ciociaria). Vzporedno z Apenini, torej od severozahoda proti jugovzhodu, potekajo manjša gorstva na jugu dežele. Apeninska pobočja (Sabini) in južne vzpetine (Lepini, Ausoni) so kraška področja. Pontinski otoki na jugu so spet vulkanski. Obalni pas južno od Rima se imenuje Agro Pontino in je močvirnato ozemlje, čigar bonifikacijo so začeli že Stari Rimljani in nato papež Leon X. v 16. stoletju, a samo v 20. stoletju ga je bilo mogoče stalno poseliti: glavno mesto Littoria (danes Latina) je bilo ustanovljeno leta 1932.
Na podnebje vpliva predvsem oddaljenost od morja in nadmorska višina. V višjih predelih so poletja hladna in zime ostre, medtem ko nižja področja močno pogojuje bližina Tirenskega morja. Ob obali je srednja januarska temperatura okoli 10 °C in se postopoma niža proti notranjosti. Padavine so povsod obilne, a poleti pride večkrat do dolgotrajne suše.

## Zgodovina
Čeprav je bilo področje naseljeno že v zgodnji prazgodovini, se njegovo najslavnejše obdobje pričenja s plemenom Latincev, ki so v 8. stoletju pr. n. št. imeli tukaj že vsaj tri velika mesta: Rim, Praeneste in Tibur. Medtem ko se je mesto Rim razvijalo v vedno večjo enoto, so Latince postopoma premagali Etruščani. V tej dobi se je začel razvijati postopek kolonizacije, ki je potem neprenehoma ostal v veljavi vse do razpada Rimskega imperija. V petem stoletju pr. n. št. so se morali Etruščani umakniti pred napadi raznih plemen; to so bili predvsem Samniti, pa tudi Ekvi in Volsi, pozneje še Sabinci. Med leti 431 pr. n. št. in 396 pr. n. št. so Latinci spet osvojili vse ozemlje in močno utrdili ugled Rima. Toda Rim je že pisal svojo zgodovino in od leta 338 pr. n. št., ko so Rimljani zasedli ves Lacij, se Latinci kot politična enota več ne upoštevajo. Z Oktavijanovo ureditvijo v zgodnjem 1. stoletju je postal Lacij prima regio ali prva dežela cesarstva. Po propadu tega (476) je dežela prišla v roke raznih gospodarjev. V šestem stoletju so bila nekatera ozemlja v papeževih rokah, a večina je bila pod Bizantinci še dve stoletji, nakar je prešla pod oblast Cerkve. Razvile so se nekatere mogočne rodbine veleposestnikov, ki so pozneje podpirale škofe v investiturnem boju proti stari aristokraciji. Ko se je v 13. stoletju ta dolga borba zaključila, je bil ves Lacij pod papeževo oblastjo. Sledilo je obdobje nasprotovanja in bitk predvsem z rodbino Colonna, a papež Pavel II. (1464-1471) je dokončno premagal vse nasprotnike. Od tedaj je zgodovina dežele Lacij del cerkvene zgodovine do zedinjenja Italije (1871).

## Gospodarstvo
Gospodarstvo Lacija sloni na kmetijstvu in živinoreji, a tudi nekatere industrijske panoge so se dobro razvile. Več kot 95 % celotne površine je primernih za obdelovanje ali gozdarstvo. Pridelujejo največ žita, krompir in zelenjavo. Zelo razvito je vinogradništvo (preko 5 milijonov hl vina letno) in gojenje oljk, saj obe kulturi dobro uspevata bodisi na vulkanskih kot na kraških ozemljih. Živinoreja se bavi z različnimi vrstami živine: govedo, prašiči, osli in konji, predvsem pa drobnica (okoli 650.000 ovc in koz). Posebej je treba omeniti izkoriščanje številnih izvirov mineralnih vod. Industrija je zastopana predvsem z elektrarnami. V zadnjih desetletjih se je razvila tudi živilska industrija (obdelovanje sladkorne pese in konzerviranje povrtnin). Dober vir dohodkov je tudi turizem, predvsem v mestu Rimu.

## Demografija
Z okoli 5.7 milijona prebivalcev, je Lacij tretje najbolj naseljeno območje v Italiji. Skupna gostota prebivalstva v regiji je 332 preb./km². Vendar pa je gostota prebivalstva skoraj 800 preb./km² v visoko urbanizirani pokrajini Rim in manj kot 60 preb./km² v goratem delu in na podeželja (pokrajina Rieti). Od januarja 2010 je italijanski nacionalni inštitut za statistiko ISTAT ocenil, da 497.940 v tujini rojenih priseljencev živi v Laciju, kar predstavlja 8,8 % celotnega regionalnega prebivalstva.

## Administrativne enote
Lacij je razdeljen na pet italijanskih pokrajin:
| Pokrajina | Površina (km²) | Št. prebivalcev | Gostota (preb./km²) |
| --------- | -------------- | --------------- | ------------------- |
| Frosinone | 3.244          | 496.545         | 153,1               |
| Latina    | 2.251          | 543.844         | 241,4               |
| Rieti     | 2.749          | 158.545         | 57,7                |
| Roma      | 5.352          | 4.097.085       | 765,5               |
| Viterbo   | 3.612          | 314.690         | 87,1                |

## Spomeniki in znamenitosti
Lacij je ena najpomembnejših pokrajin za italijansko kulturo, Evropo in svet. Zgodovinski, umetnostni, arheološki, arhitekturni, verski in drugi spomeniki se nahajajo prav v Laciju. Ogromno izredna zapuščina mesta Rim je le ena od več sto točk zanimivosti kot so cerkve, samostani, vile, gradovi in drugi tudi naravni spomeniki na različnih lokacijah v pokrajini. 

### Svetovna dediščina v Laciju
Zgodovinsko središče Rima sodi med objekte zaščitene kot Unescova svetovna kulturna dediščina, poleg tega pa še Sveti sedež in Bazilika svetega Pavla zunaj obzidja. 
Pomembne so še Villa Adriana in Vila d'Este v Tivoliju in etruščanske nekropole v Cerveteri in Tarkviniji kot najbolj pomembna arheološka najdišča.

## Turizem
Poleg Rima je turistično še posebej privlačno gričevje Alban, različno velika vulkanska jezera, od katerih sta Lago di Bracciano in Bolsena v trikotniku Toskana / Umbrija / Lacij največji. V južnem Laciju je pomemben samostan Monte Cassino, ki je bil popolnoma uničena v drugi svetovni vojni, potem pa so ga obnovili.